# Microstelma vestale
Microstelma vestale är en snäckart som först beskrevs av Alfred Rehder 1943.  Microstelma vestale ingår i släktet Microstelma och familjen Rissoidae. Inga underarter finns listade i Catalogue of Life.